# 세계화상대회
세계화상대회(世界華商大會/世界华商大会, 영어: World Chinese Entrepreneurs Convention, WCEC)는 전세계에 있는 화교 상인(화상)들이 모이는 대회이다. 참고로, 중화민국(타이완)보다는 중화인민공화국에 더 친화적인 단체로서, 1991년 첫 대회가 싱가포르에서 열린 이래로 2023년까지 단 한번도 타이완에서 개최된 적이 없다. 

## 같이 보기
- 죽강(중문연방, 대나무 네트워크)
- 화상 (화교)